# Lucas Hedges
Lucas Hedges (Nova York, 12 de dezembro de 1996) é um ator estadunidense. Tornou-se reconhecido por seu trabalho em Manchester by the Sea (2016), o qual lhe rendeu diversas indicações a prêmios renomados, como ao Critics' Choice Movie Awards e ao Oscar de melhor ator coadjuvante.

## Vida pessoal

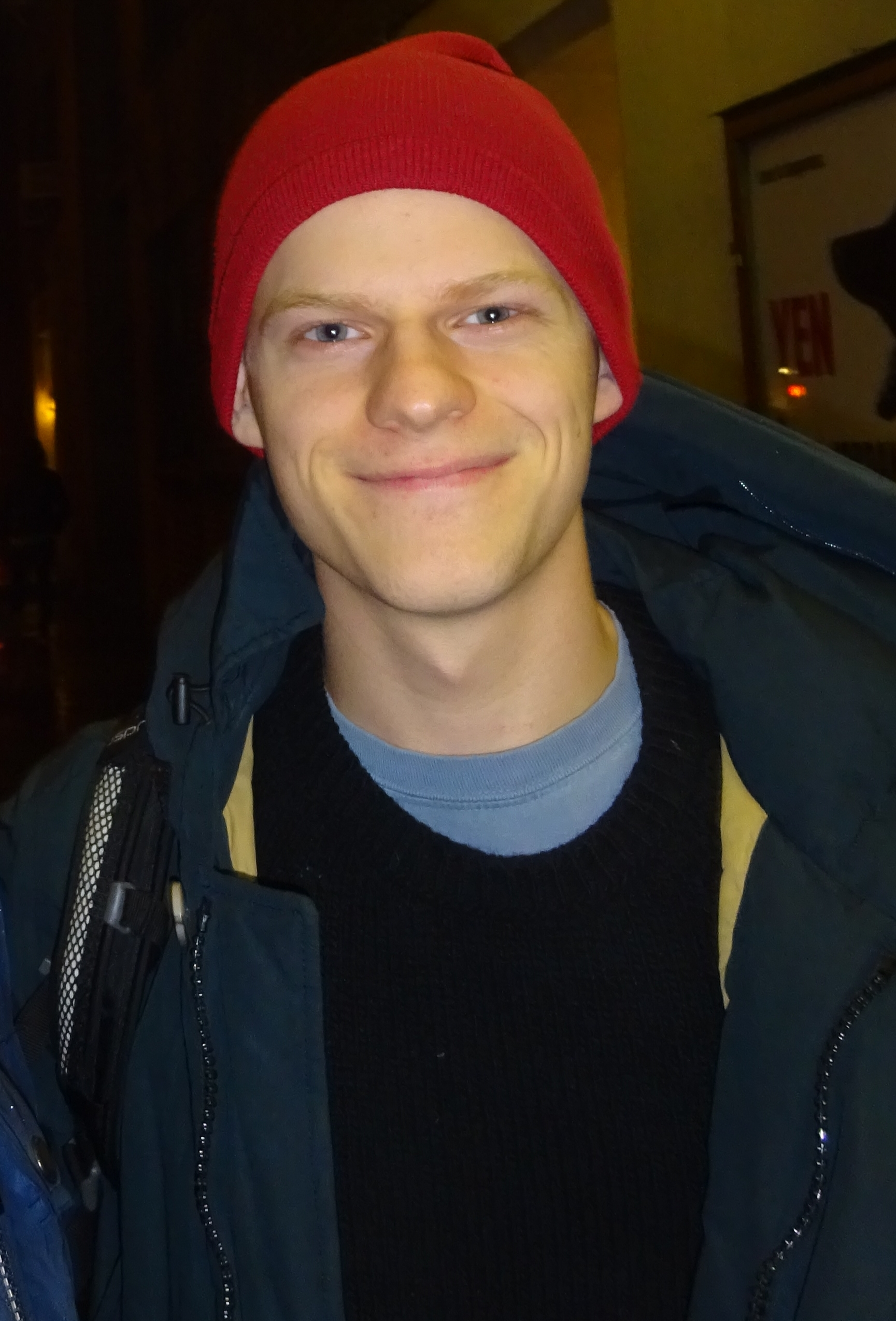
Hedges em 2017

Quando perguntado sobre sua sexualidade em 2018, Hedges disse: "Nos primeiros estágios da minha vida, algumas das pessoas por quem eu mais me apaixonei eram meus amigos mais próximos do sexo masculino (...) enquanto na maioria das vezes eu me sentia atraído por mulheres", acrescentando também que ele está "nesse espectro: não totalmente heterossexual, mas também não gay e não necessariamente bissexual". Mais tarde, ele falou sobre ser um aliado da comunidade LGBTQ e disse que considerava sua sexualidade uma "experiência fluida".

## Filmografia
| Ano  | Filme                                     | Personagem            | Diretor            |
| ---- | ----------------------------------------- | --------------------- | ------------------ |
| 2007 | Dan in Real Life                          | Lilly's Dance Partner | Peter Hedges       |
| 2012 | Moonrise Kingdom                          | Redford               | Wes Anderson       |
| 2012 | Arthur Newman                             | Kevin Avery           | Dante Ariola       |
| 2013 | Labor Day                                 | Richard               | Jason Reitman      |
| 2013 | The Zero Theorem                          | Bob                   | Terry Gilliam      |
| 2014 | The Grand Budapest Hotel                  | Atendente             | Wes Anderson       |
| 2014 | Kill the Messenger                        | Ian Webb              | Michael Cuesta     |
| 2015 | Anesthesia                                | Greg                  | Tim Blake Nelson   |
| 2016 | Manchester by the Sea                     | Patrick Chandler      | Kenneth Lonergan   |
| 2017 | Three Billboards Outside Ebbing, Missouri | Robbie Hayes          | Martin McDonagh    |
| 2017 | Pigeonhearts                              | Eli                   | Grant Conversano   |
| 2017 | Lady Bird                                 | Danny O'Neill         | Greta Gerwig       |
| 2018 | Boy Erased                                | Jared Eamons          | Joel Edgerton      |
| 2018 | Mid90s                                    | Ian                   | Jonah Hill         |
| 2018 | Ben Is Back                               | Ben Burns             | Peter Hedges       |
| 2019 | Waves                                     | —                     | Trey Edward Shults |
| 2019 | Honey Boy                                 | Otis Lort             | Alma Har'el        |
| 2020 | French Exit                               | Malcolm Price         | Azazel Jacobs      |
| 2020 | Let Them All Talk                         | Tyler Hughes          | Steven Soderbergh  |
| TBA  | Shirley                                   | TBA                   | John Ridley        |

## Prêmios e indicações

### Oscar
| Ano  | Categoria               | Título                 | Notas    |
| ---- | ----------------------- | ---------------------- | -------- |
| 2017 | Melhor Ator Coadjuvante | Manchester À Beira-Mar | Indicado |

### Globo de Ouro
| Ano  | Categoria            | Título     | Notas    |
| ---- | -------------------- | ---------- | -------- |
| 2019 | Melhor Ator em Drama | Boy Erased | Indicado |

### Satellite Awards
| Ano  | Categoria               | Título                 | Notas    |
| ---- | ----------------------- | ---------------------- | -------- |
| 2017 | Melhor Ator Coadjuvante | Manchester À Beira-Mar | Indicado |
| 2019 | Melhor Ator em Drama    | Boy Erased             | Indicado |